# ناحیه لارکانه
ناحیه لارکانه (به انگلیسی: Larkana District) یکی از ناحیه‌های پاکستان در پاکستان است که در ایالت سند واقع شده‌است. ناحیه لارکانه ۷٬۴۲۳ کیلومتر مربع مساحت و ۱٬۵۲۴٬۳۹۱ نفر جمعیت دارد.